# Вулиця Василя Стефаника (Івано-Франківськ)
Вулиця Василя Стефаника — вулиця в Івано-Франківську. Простягається від вулиці Незалежності до вулиць Залізничної та Марійки Підгірянки.
Розташована в східній частині міста, в межах колишнього Княгинина-Колонії, позаду скверу за кінотеатром «Космос». Починається від вул. Незалежності, а кінцями виходить на Залізничну та вулицю Марійки Підгірянки. Вулиця Т-подібна й має три кінці. При виникненні на початку XX століття вона мала Г-подібну конфіґурацію, починаючись там, де зараз і вливалася в Залізничну. Початкова її частина проходила вздовж огорожі давнього жидівського цвинтаря. У кінці 1950-х під час побудови кінотеатру «Космос» цвинтар знесли, а «перекладина» літери «Г» отримала продовження в бік вулиці Марійки Підгірянки по території колишнього кладовища.
Давня назва вулиці — ім. Королеви Софії. Така назва була дана на честь Королеви Русі Софії Гольшанської. За німецької влади називалася вулиця Сусідня, після 1945 — імені Софії, 1951 року на честь відзначення 80-річчя від дня народження Василя Стефаника вулицю названо його іменем.
Найбільша громадська споруда — лазня (№ 31), зведена 1963 року, зараз вона перебуває на реконструкції. Інші будинки, як і на сусідній вулиці Черемшини, є приватними садибами початку XX століття.